# Vivonne
 Vivonne  es una población y comuna francesa, en la región de Poitou-Charentes, departamento de Vienne, en el distrito de Poitiers y cantón de Vivonne.Está hermanada con la población Aragonesa de Maella

## Demografía
| 2336 | 2362 | 2675 | 2817 | 2955 | 3028 |
| Para los censos de 1962 a 1999 la población legal corresponde a la población sin duplicidades (Fuente: INSEE [Consultar]) |      |      |      |      |      |

## Hermanamientos
- Maella, España